# Municipio de Hylte
El municipio de Hylte (Hylte kommun) es uno de los 290 municipios de Suecia, ubicado en la provincia de Halland en el oeste de Suecia. El municipio tiene una población de 10 231 habitantes (2010). La cabeza municipal es la localidad de Hyltebruk.

## Localidades
Hay 6 zonas urbanas (también llamadas Tätort o localidad) en el municipio de Hylte.
En la tabla, las localidades están listadas de acuerdo al tamaño de la población al 31 de diciembre de 2005. La sede municipal está en negrita.
| # | Localidad | Población |
| - | --------- | --------- |
| 1 | Hyltebruk | 3,742     |
| 2 | Torup     | 1,239     |
| 3 | Unnaryd   | 760       |
| 4 | Rydöbruk  | 385       |
| 5 | Landeryd  | 372       |
| 6 | Kinnared  | 297       |